# 新加坡首都大厦演艺剧场
新加坡首都大厦演艺剧场（英語：Capitol Theatre，简称：首都剧院）是位于新加坡的电影院和剧院。首都剧院毗邻首都大厦的四层建筑，在20世纪30年代被认为是新加坡最好的剧院之一。

## 图集

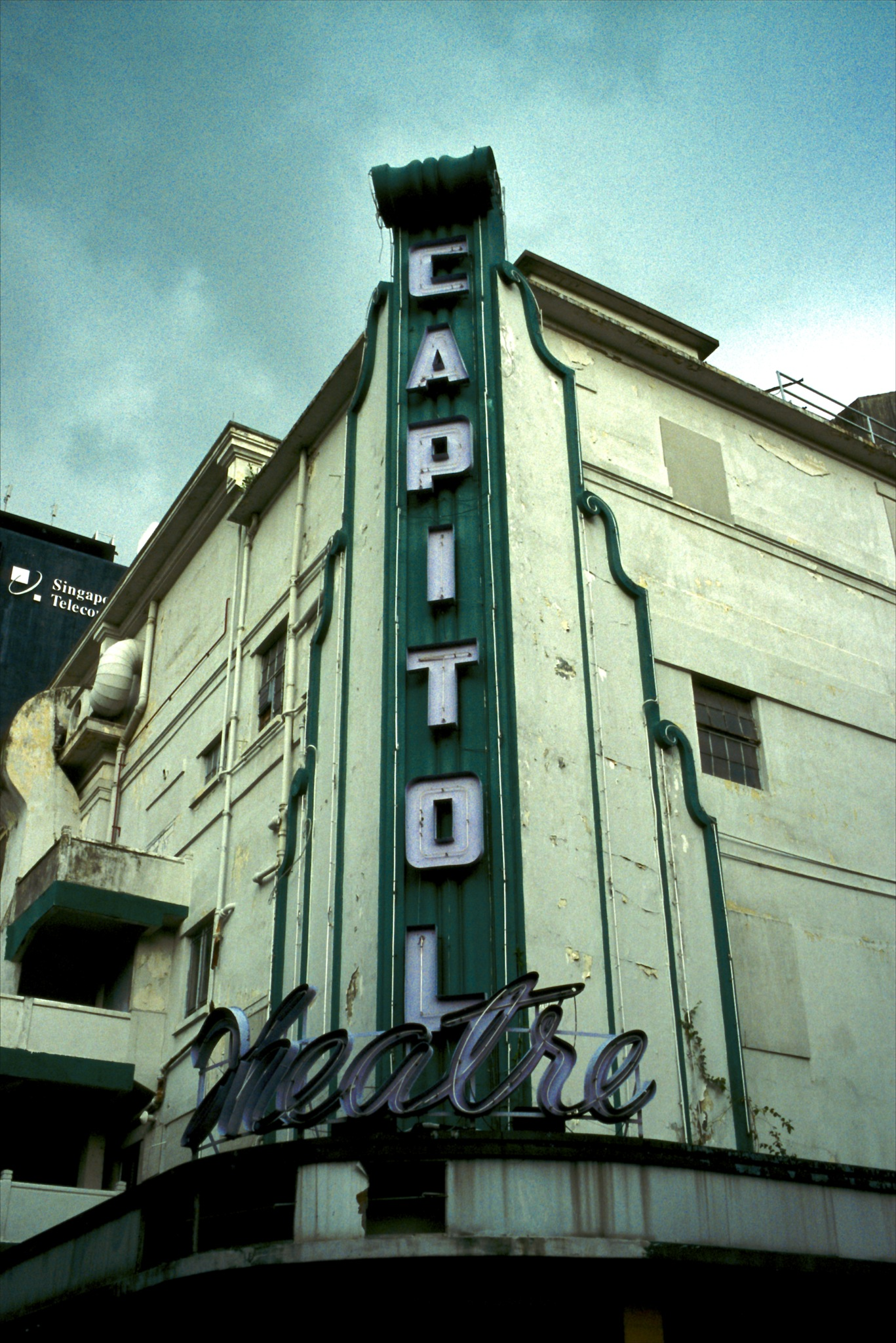
旧首都剧院
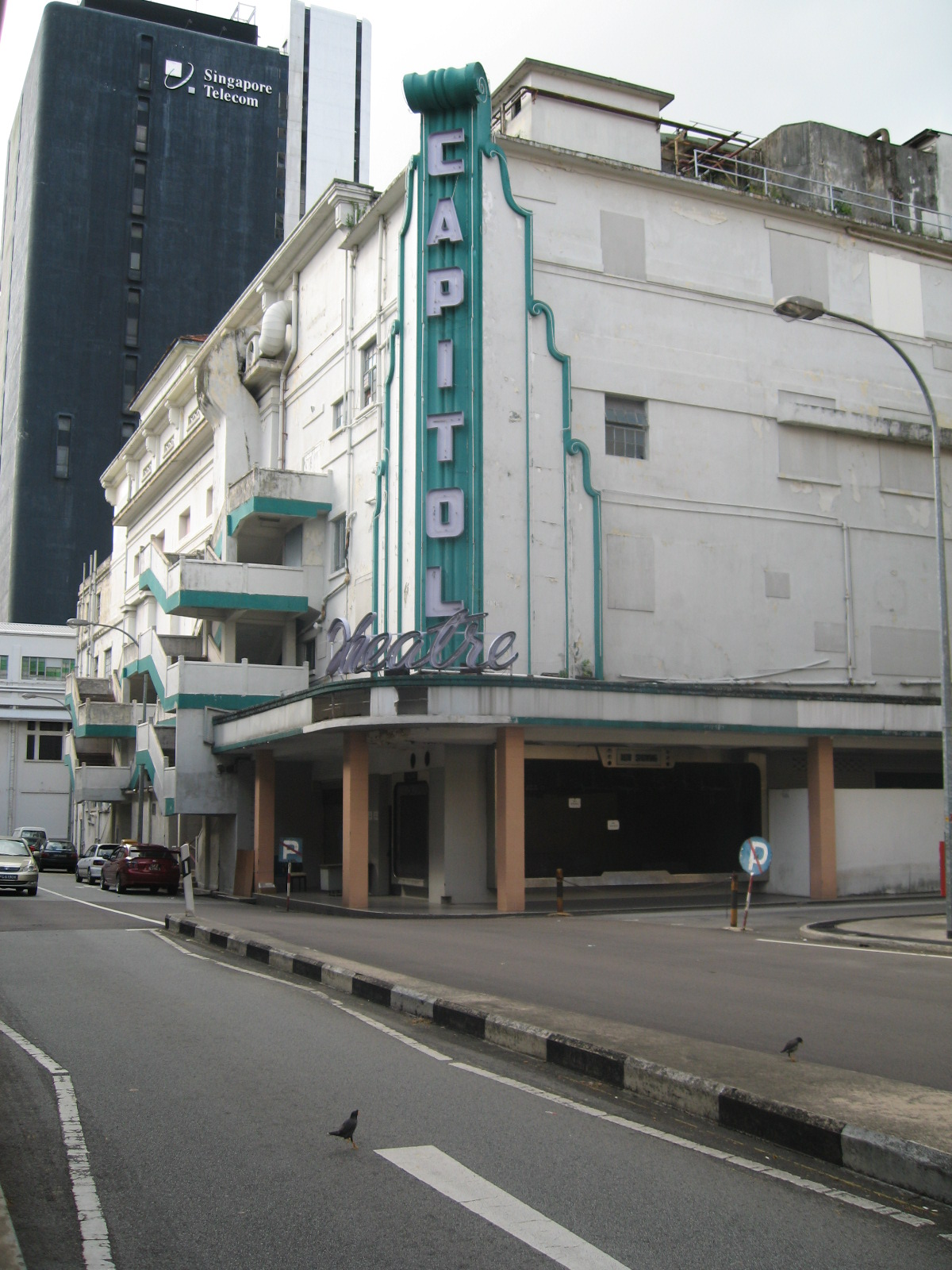
修复前的旧首都剧院
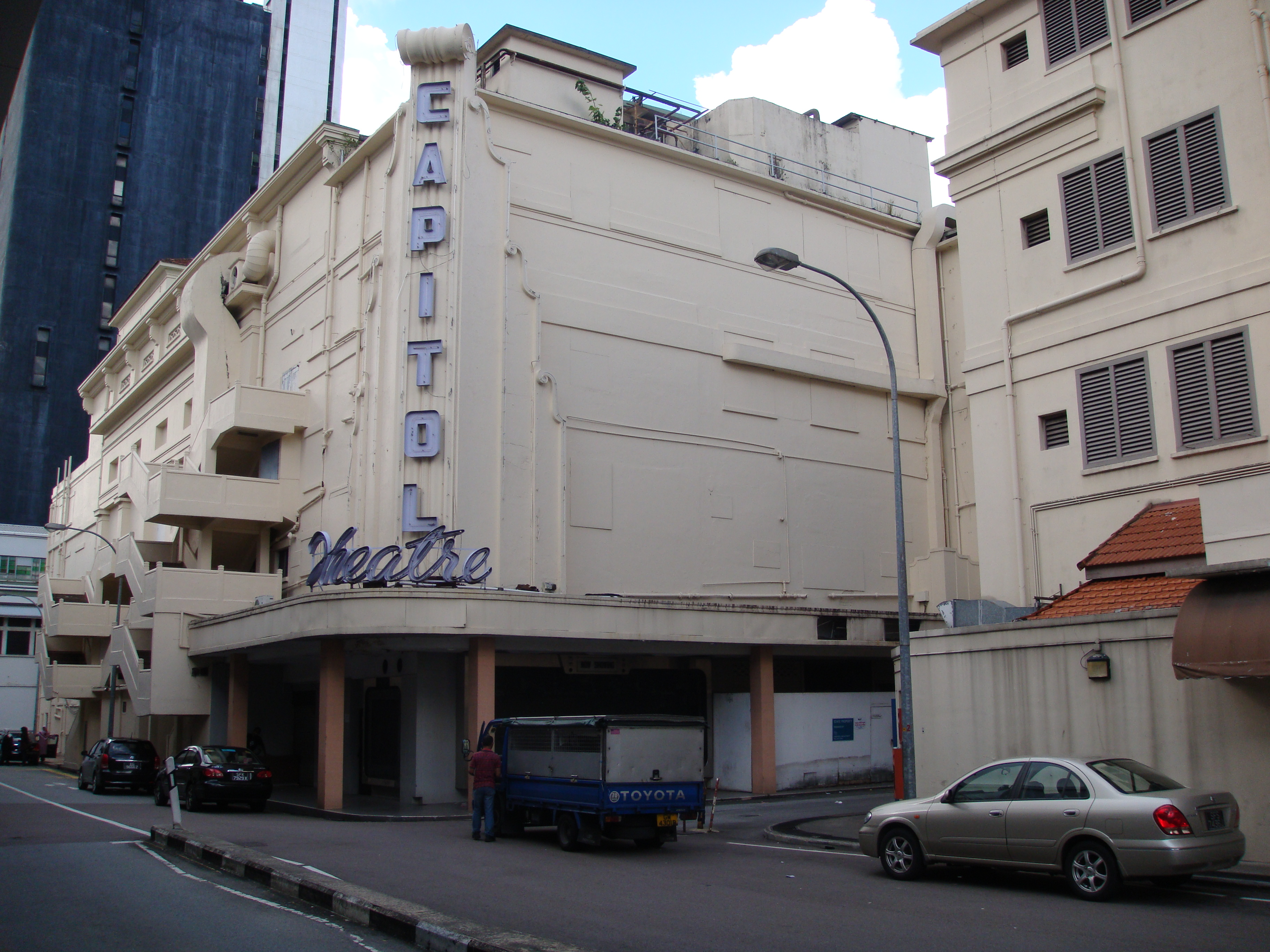
现首都剧院
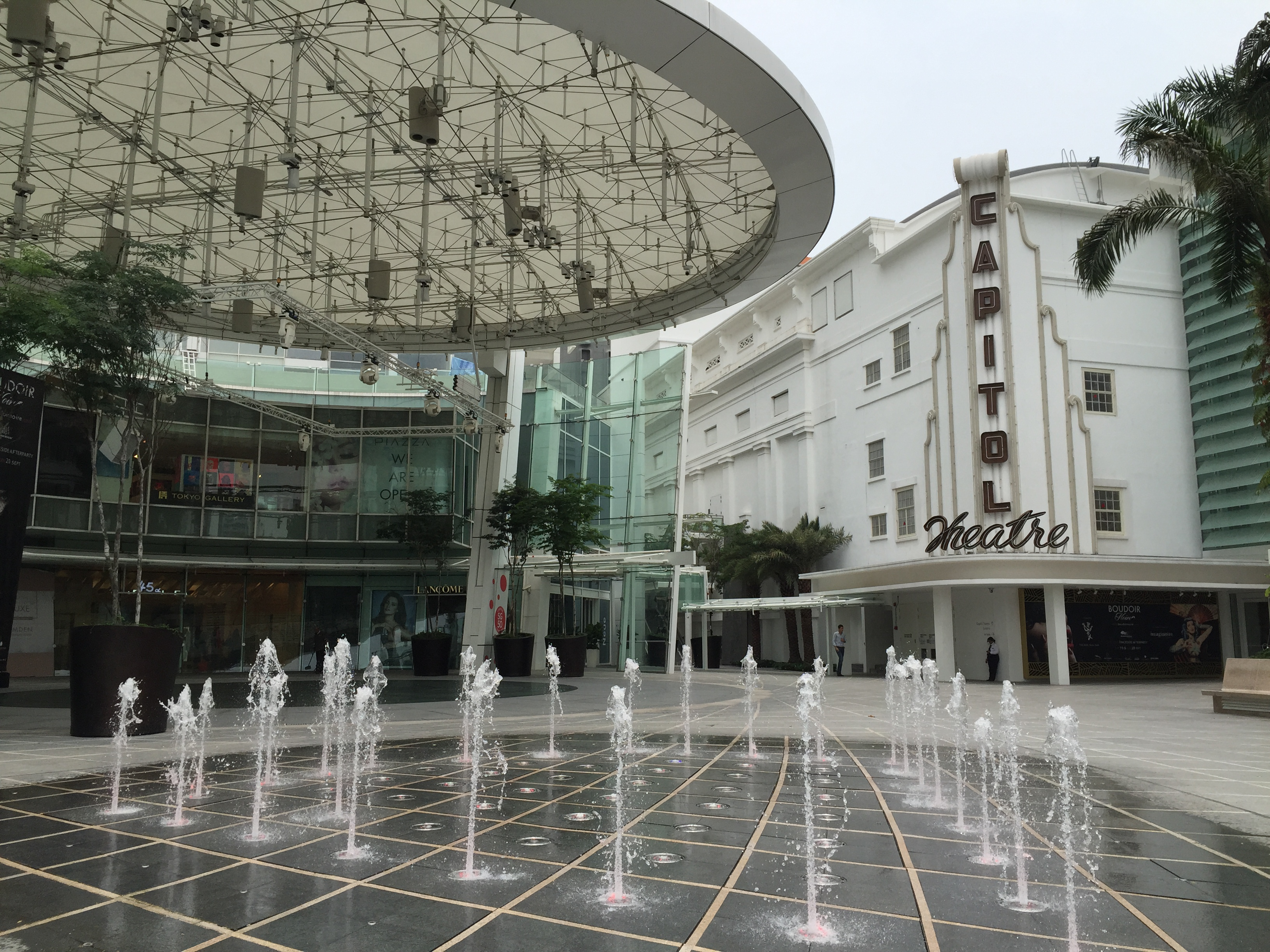
首都大厦
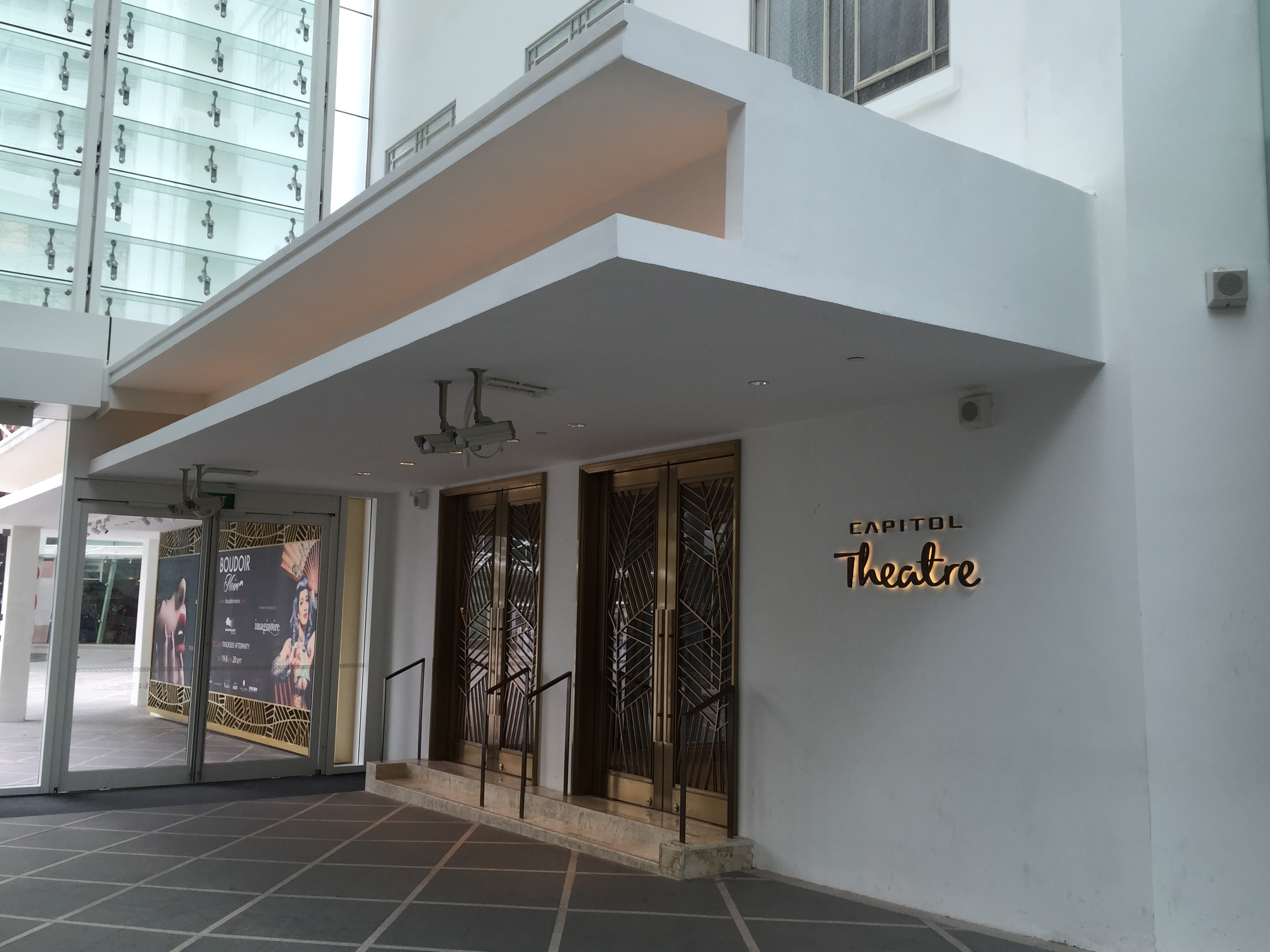
剧场入口
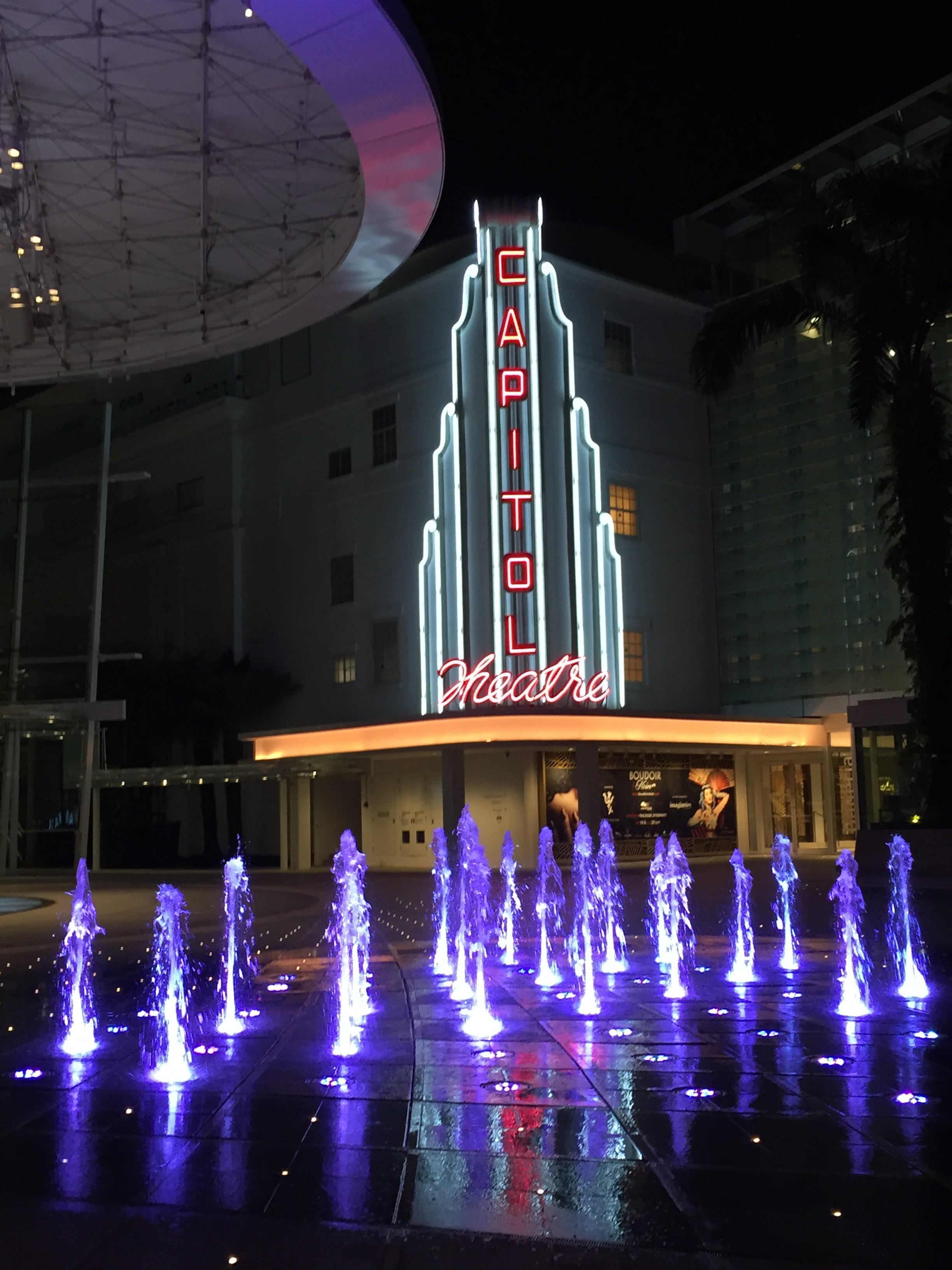
剧院晚上的灯光喷泉